# Västerlånggatan
Västerlånggatan er den centrale gade i Gamla Stan, Stockholm.
Gaden er en snæver gågade og tilstrækker mange turister. 
Den går fra Mynttorget i nord til Järntorget i syd.
En sidegade til Storstorget med Nobelmuseet ligger cirka i midten af gadens længde.
Parret Alva og Gunnar Myrdal boede i Västerlånggatan 31. De gav lejligheden i gave til det svenske socialdemokrati.
Den svenske statsminister Olof Palme boede i lejligheden frem til sin død.
Også Göran Persson boede i lejligheden mens han var statsminister.
I nummer 48 ligger en større science fiction-boghandel.